# 第1空降军 (英国)
第1空降軍（英語：I Airborne Corps），綽號「紅魔鬼」（Red Devils），是英國陸軍在第二次世界大戰期間的空降部隊，與美國第18空降軍同屬於盟軍第1空降軍團。曾參與市場花園行動。